# Cantó de Besançon-Nord-Oest
El cantó de Besançon-Nord-Oest és un cantó francès del departament del Doubs, situat al districte de Besançon. Compta amb part del municipi de Besançon.

## Municipis
- Besançon (barris de Montrapon, Montboucons, Montjoux, Fontaine-écu, Bouloie i Observatoire)

## Història
| Data d'elecció                           | Identitat       | Partit | Qualitat |
| ---------------------------------------- | --------------- | ------ | -------- |
| 1982-1998                                | Constant Verdot | RPR    |          |
| 1998-                                    | Vincent Fuster  | PS     |          |
| les dades anteriors no són pas conegudes |                 |        |          |
|                                          |                 |        |          |